# صفاء الجيوسي
صفاء الجيوسي أردنية خبيرة في مجال البيئة والمُدافعة عنها، وهي قائدة شابة ومستشارة اقليمية رائدة بصناعة الحملات ، لديها خبرة أكثر مِن عشر سنوات في مجال المجتمع المدني إقليمياً وعالمياِ، قامت بتأسيس العديد من الشبكات والتحالفات التي تخدم قضايا مختلفة متعلقة بالبيئة ومحاربة التغير المناخي من جهة وحقوق الإنسان من جهة أخرى. استطاعَتْ صفاء أنْ تقودَ العديد مِن حملات التوعية وكسب التأييد بالمناخ والطاقة في العالم العربي وما زالَتْ تَحشدُ الجهود في هذا الاتِّجاه. إضافة إلى تقديمها الدعم في مجال الطاقة وجهودها المتواصلة فيما يتعلق بسياسات التغيير المناخي.
شاركت في عملها في مفاوضات تغير المناخ منذ عام 2008  كمراقب رسمي لمفاوضات تغير المناخ في إطار اتفاقية الأمم المتحدة الإطارية بشأن التغير المناخي وأصبحت مرجعاً لسياسة المناخ في العالم العربي لعدد من الشبكات والمنظمات الدولية. لعبت دوراً رئيسياً في مؤتمر الاطراف 21 في باريس من خلال ترأُس وفد منظمة IndyACT عن طريق إدارة حملة توعوية وإعلامية قادت للنجاح في توقيع جامعة الدول العربية على الاتفاقية.

## حياتها
نشأت في مدينة عمّان، وكانت ناشطة في مجال البيئة ولجان الصحة لِنَشر التوعية، وقامت بدراسة إدارة المياه والبيئة، خلال الدراسة قامت بالعديد مِن الأبحاث المُوازية عن علم الاجتماع والبيئة وتصرفات الإنسان اتجاه البيئة وقامت أيضًا بالعمل كمساعد باحث في مختبر التربة كما قامت بحملات بهدف إعادة التدوير. عند التخرج لم تجد صفاء نفسها في القطاع الخاص فتطوعت معَ مؤسسات عالمية مثل 350.org وWWF وأصبحَ لها دور بعد التخرج عام 2009 في فريق IndyACT كمتطوعة بالإضافة إلى عملها مع العديد من المؤسسات المحلية بصناعة الحملات اتجه نظرها عند التخرج لمناقشات التغير المناخي وقامت بعمل أول مسيرة بالأردن هدفها محاربة التغير المناخي عام 2009.

## مناصبها
الجيوسي حاليا مستشارة لعدة مشاريع إقليمية مع مؤسسات عالمية حيث تقوم في تطوير وتنفيذ الحملات الإقليمية والمحلية بالدول العربية وبعض الدول الأوروبيّة. تقوم حاليا صفاء بتقديم الدعم لبعض المؤسسات العالمية في الوطن العربي لكسب التأييد والحشد لتحقيق تغييرات ايجابية ودائمة ومنها مؤسسة انقاذ الطفل العالمية.
استلمت صفاء العديد من المناصب ومنها المديرة التنفيذية ورئيسة حملة المناخ والطاقة في منظمة اندي آكت IndyACT إقليميا وهي من أبرز الأشخاص المدافعين عن البيئة كعاملة اجتماعية ومراقبة لمفاوضات التغير المناخي تحت اتفاقية الأمم المتحدة الإطارية بشأن التغير المناخي منذ عام 2009. لعبت دوراً رئيسياً في مؤتمر COP21 في باريس من خلال ترأس وفد IndyACT من خلال إدارة حملة توعوية وإعلامية من أجل النجاح في توقيع جامعة الدول العربية على الاتفاقية.
وقبل هذا قامت بتأسيس وترأس برنامج منظمة السلام الأخضر منظمة السلام الأخضر في العالم العربي، عملت صفاء كمديرة إقليمية وقامت بإنشاء العديد من الحملات خلال 5 سنوات من عملها في عدة بلدان ومن أهم الحملات الناجحة التي قادتها هي حملة ”أردننا مش نووي Our Jordan is Not Nuclear” وقد حشدت أكثر من 40 ألف شخص ضد مشروع المفاعل النووي المزمع اقامته بالاردن من خلال إطلاق أول تقرير لثورة الطاقة في الأردن، والعديد من أعمال المناصرة والحشد، ونجحت في الحصول على تصويت البرلمان ضدها.
إضافة إلى ما سبق؛ عملت صفاء لعامين في الجمعية الأردنية للسياحة الوافدة ”JITOA“، فقامت بإعطائهم توجه جديد وقامت بتوسيع الرؤية البيئية لديهم، فبدأت في برنامج «لا تعبث بالطبيعة» وهو مشروع رعاية مجتمعية تطوعية يركز على التوعية البيئية من خلال إشراك المجتمع مع قطاع السياحة في مكافحة التدهورالبيئي وتغير المناخ.
وترأست الشبكة العالمية للعمل المناخي Climate Action Network International كعضو هيئة عامة لمدة اربع سنوات منذ 2014 وإلى 2018 وهي شبكة عالمية تضم أكثر من 1300 منظمة غير حكومية في أكثر من 120 دولة، وتعمل على تعزيز الإجراءات الحكومية والفردية للحد من تغير المناخ. تم اختيار الجيوسي كممثلة شابة للشرق الأوسط وشمال افريقيا في برنامج الزمالة "IVLP" لقيادات المرأة المناخية في الولايات المتحدة الأمريكية خلال عام 2012، وانضمت إلى برنامج زوار القيادات الشبابية "YLVP" في السويد في عام 2015. صفاء الجيوسي مدربة محترفة حيث دربت مئات الشباب والشابات على الحشد وصنع الحملات.
صفاء قامت بالتحدث بالعديد من المؤتمرات العالمية والإقليمية في أكثر من 20 دولة حول العالم وقامت أيضًا بمخاطبة الجمعية العامة للأمم المتحدة في نيويورك عام 2017 كمتحدث رئيسي.

## إنجازاتها
حصدت صفاء الجيوسي جائزة أفضل خبيرة طاقة عالمياً لفئة الشباب عن عام 2016 حيث تم تقديم الجائزة على هامش المؤتمر العالمي للطاقة الذي عُقد في واشنطن، الولايات المتحدة الأمريكيّة والذي تم تنظيمه من قِبَل منظمة مهندسي الطاقة العالميّة. لتكون بذلك واحدة من الشابّات والشباب الأردنيين الذين برزوا بإنجازاتهم محليّاً ودوليّاً في عام 2016 